# Fredrik Johansson (Orientierungsläufer)

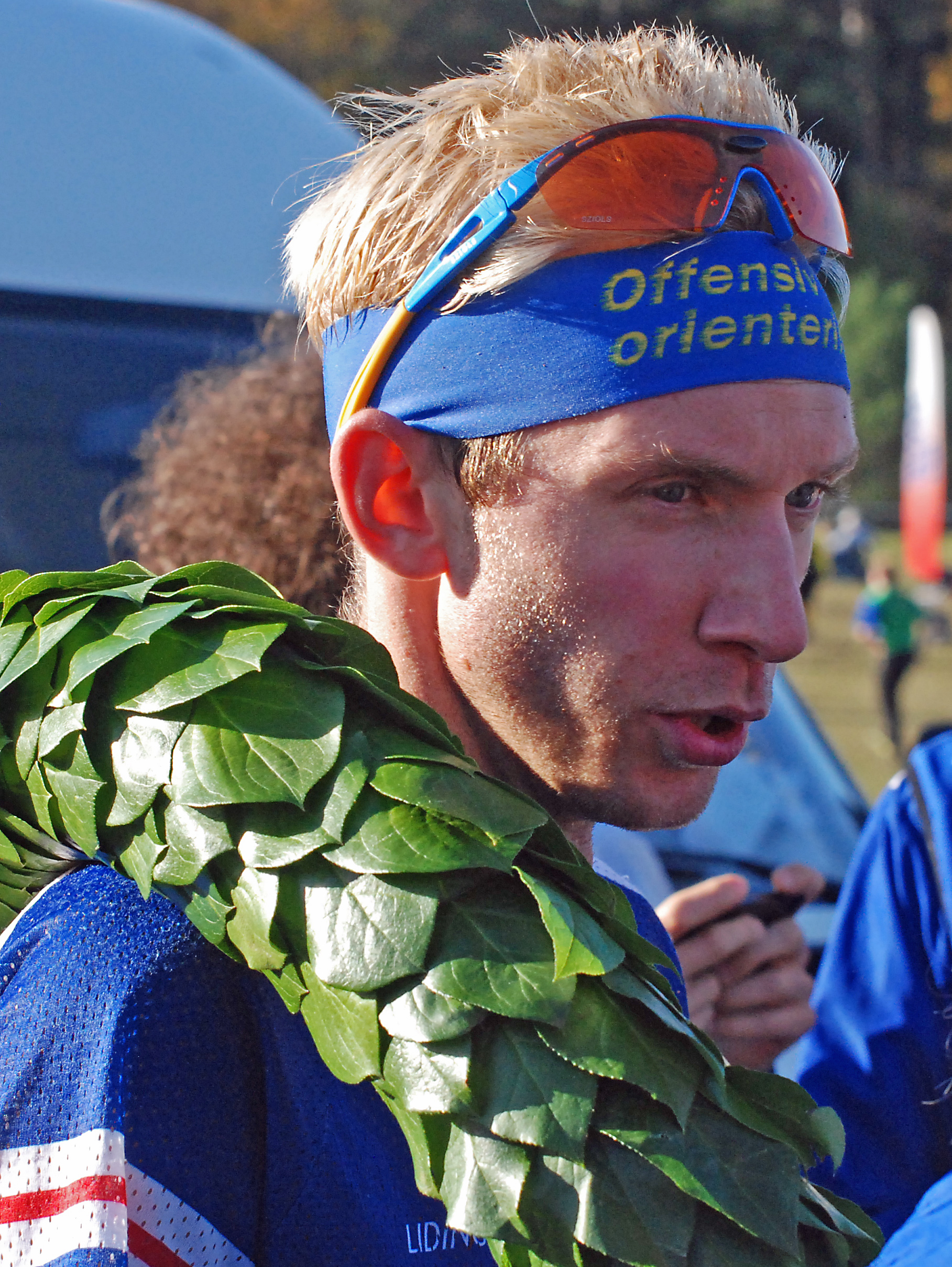
Fredrik Johansson (2014)

Fredrik Johansson (* 29. Juli 1986 in Borås) ist ein schwedischer Orientierungsläufer.
Johansson wurde 2006 Vizeweltmeister der Junioren mit der schwedischen Staffel. 2010 gewann er die schwedische Meisterschaft auf der Ultralangdistanz. Im gleichen Jahr kam er auch erstmals im Orientierungslauf-Weltcup zum Einsatz. Bei den Europameisterschaften 2012 in Falun ging er über die Langdistanz und mit der Staffel an den Start. Im Einzelrennen wurde er 22., in der Staffel mit Jonas Leandersson und Anders Holmberg gewann er die Silbermedaille. Bei den Weltmeisterschaften 2012 in Lausanne gehörte er zum Reservekader, seinen ersten WM-Einsatz hatte er ein Jahr später im finnischen Vuokatti, als er 14. auf der langen Distanz wurde. 2014 bei den Europameisterschaften in Palmela gewann Johansson auf der Langdistanz hinter dem Sieger Daniel Hubmann aus der Schweiz und dem Norweger Olav Lundanes die Bronzemedaille. In der Staffel mit Jonas Leandersson und Gustav Bergman wurde er Europameister. Diese Staffel gewann urze Zeit später in Italien auch den Weltmeistertitel. Auf der Langdistanz wurde Johansson 2014 Weltmeisterschaftssechster.
Johansson läuft für den Verein IFK Lidingö SOK. Zuvor gehörte er den Vereinen OK Kullingshof und Ulricehamns OK an.

## Platzierungen
| Weltmeisterschaften  | Sprint | Mittel | Lang | Staffel | Mixed |
| -------------------- | ------ | ------ | ---- | ------- | ----- |
| 2013 Vuokatti        |        |        | 14.  |         |       |
| 2014 Trient/Venetien |        |        | 6.   | 1.      |       |

| Europameisterschaften | Sprint | Mittel | Lang | Staffel |
| --------------------- | ------ | ------ | ---- | ------- |
| 2012 Falun            |        |        | 22.  | 2.      |
| 2014 Palmela          |        |        | 3.   | 1.      |

| Gesamt-Weltcup | Gesamt-Weltcup |
| -------------- | -------------- |
| 2010           | 49.            |
| 2011           | 82.            |
| 2012           | 88.            |
| 2013           | 65.            |

| Junioren-WM       | Sprint | Mittel | Lang | Staffel |
| ----------------- | ------ | ------ | ---- | ------- |
| 2005 Tenero       |        | 25.    | 37.  |         |
| 2006 Druskininkai | 88.    | 24.    | 7.   | 2.      |